# Itis (торговый центр)
Itis (ранее Итякескус фин. Itäkeskus) — торговый центр, расположенный в районе Итякескус города Хельсинки у одноименной станции метро. Является одним из крупнейших торговых центров в Северной Европе, занимает площадь около 81,2 тысячу м², включает в себя более 150 различных магазинов (включая порядка 30 кафе и ресторанов), а также парковку на 3 тысячи машин. Один из выходов станции метро Итякескус выходит в этот торговый комплекс.
Торговый центр разделен на 4 секции: Pasaasi, Pikku-Bulevardi, Bulevardi и Piazza. Здание торгового центра имеет 5 этажей. Магазины занимают в основном первые два этажа, выше располагаются офисы и парковка. Наибольшие магазины в комплексе: Stockmann, Anttila, H&M, Cubus, Clas Ohlson, Mango, Esprit, Zara, Seppälä, Lidl, Saiturinpörssi, K-Citymarket, S-Market, Suomalainen Kirjakauppa, Halonen, Kappahl, Intersport, Stadium, R-kioski.
Торговый центр строился в три этапа. Секция Pasaasi была построена в 1984 году и называлась тогда Itämarket («Восточный рынок») и включала в себя 41 магазин. Новый торговый центр, расширенный до 160 магазинов (секции Bulevardi и Pikku-Bulevardi) был построен в 1992 году. Последнее расширение Piazza было открыто в 2001 году.
В 2012 году был переименован в Itis. Это произошло в связи с масштабной реконструкцией и обновлением торгового центра, завершившейся в 2014 году.